# Едуардо Фабіні
Едуардо Фабіні (ісп. Eduardo Fabini, 18 травня 1883, Соліс-де-Матаохо, Лавальєха, Уругвай — 17 травня 1955, Монтевідео, Уругвай) — уругвайський композитор, скрипаль і педагог. Один з засновників національної композиторської школи Уругваю.

## Життєпис
Народився 18 травня 1882 року в селі Соліс-де-Матаохо департаменту Лавальєха в музичній сім'ї вихідців з Італії Хуана Фабіні й Антонії Б'янкі.
Музичні здібності Фабіні проявилися дуже рано. В чотири роки його улюбленою іграшкою був акордеон. У шість років всі захоплювалися його грою на фісгармонії. В цей час він почав вчитися грі на скрипці. Музичну освіту він продовжив у консерваторії «Ла Ліра» в Монтевідео.
1899 року Едуардо Фабіні отримав грант на навчання в Європі, який дозволив йому вступити в консерваторію у Брюсселі, де він навчався за класом скрипки в С. Томсона. Закінчив консерваторію з відзнакою й отримав першу премію як виконавець за класом скрипки.
1903 року повернувся в Уругвай, виступав як соліст у театрі Соліс у Монтевідео. Отримав загальне визнання як скрипаль.
Протягом 1905—1907 років жив і працював в Іспанії. Повернувшись до Монтевідео 1907 року, взяв участь у створенні Національної консерваторії Уругваю. 1913 року він також став співзасновником Асоціації камерної музики Уругваю.
Як скрипаль багато разів гастролював країнами Латинської Америки і США. З 1923 року — професор Національної консерваторії Уругваю за класом скрипки.
Помер 1950 року від серцевого нападу.

## Твори

### Балети
- «Мбурукуя» (1933)
- «Ранок волхвів» (1937)

### Симфонічні поеми для оркестру
- «В полях» (1911)
- «Острів Сейбос» (1926)
- «Струмок»
- «Польові квіти»
- «Ранчо»
- «Стара батьківщина»
- «Мельга» (1930)